# Tatiana Guderzo
Tatiana Guderzo (Marostica, 22 agosto 1984) è un'ex ciclista su strada e pistard italiana che corre per il team Top Girls Fassa Bortolo. Affiliata al Gruppo Sportivo Fiamme Azzurre, ha vinto la medaglia di bronzo in linea ai Giochi olimpici di Pechino 2008 e il titolo mondiale in linea a Mendrisio nel 2009.

## Carriera
Nel 2004 a soli 20 anni, si classificò seconda nella prova in linea Elite dei Campionati del mondo su strada di Verona. Passò professionista l'anno successivo nella Top Girls Fassa Bortolo-Raxy Line. Passò poi all'olandese AA-Drink Cycling Team nel 2007, poi alla Gauss-RDZ-Ormu-Colnago nel 2008.
Nel 2005 e nel 2008 si laureò campionessa nazionale a cronometro. Nell'agosto del 2008 partecipò inoltre ai Giochi olimpici a Pechino, ottenendo la medaglia di bronzo nella gara in linea. Il 26 settembre 2009 divenne quindi Campionessa del mondo in linea a Mendrisio, vincendo in solitaria e precedendo di 19 secondi Marianne Vos e la compagna di squadra Noemi Cantele.
Per la stagione 2010 passò al neonato Team Valdarno Women, rimanendo sempre legata al G.S. Fiamme Azzurre; quell'anno concluse il campionato del mondo a cronometro in Australia in decima posizione. L'anno dopo si trasferì tra le file del nuovo sodalizio MCipollini-Giambenini. Nel 2012 e nel 2013 fu nuovamente campionessa italiana a cronometro; nel 2013 concluse inoltre seconda, e miglior italiana, al Giro d'Italia, preceduta solo dalla scalatrice statunitense Mara Abbott.
Nel 2015 passa alla formazione norvegese Hitec Products. Negli stessi anni torna a ottenere risultati internazionali su pista, vincendo due titoli europei di inseguimento a squadre con il quartetto azzurro, nel 2016 e nel 2017. Nel 2017 si trasferisce al team belga Lensworld-Kuota, e in stagione si aggiudica il Giro dell'Emilia. Nel luglio 2018 torna in Italia per accasarsi alla formazione lombarda BePink; due mesi dopo, convocata in azzurro per i campionati del mondo a Innsbruck, riesce a ottenere la medaglia di bronzo nella difficile prova in linea, preceduta al traguardo solo da Anna van der Breggen e Amanda Spratt.

## Palmarès

### Strada
- 2004

5ª tappa Eko Tour Dookola Polski
Classifica generale Eko Tour Dookola Polski
Campionati europei, Prova a cronometro Under-23 (Otepää)
- 2005 (Top Girls Fassa Bortolo - Hausbrandt Caffe', una vittoria)

Campionati italiani, Prova a cronometro (Abruzzo)
- 2006 (Top Girls Fassa Bortolo Raxy Line, una vittoria)

2ª tappa Emakumeen Bira (Sopela > Sopela)
- 2008 (Gauss RDZ Ormu una vittoria)

Campionati italiani, Prova a cronometro (Bergamo)
- 2009 (Gauss RDZ Ormu - Colnago, tre vittorie)

Giro del Friuli
3ª tappa Giro della Toscana-Memorial Fanini (Lari > Volterra)
Campionati del mondo, Prova in linea (Mendrisio)
- 2010 (TTeam Valdarno Umbria, una vittoria)

Campionati italiani, Prova a cronometro (Treviso)
- 2012 (MCipollini - Giambenini - Gauss, una vittoria)

Campionati italiani, Prova a cronometro (Valsugana)
- 2013 (MCipollini-Giordana , tre vittorie)

Campionati italiani, Prova a cronometro
7ª tappa Thüringen Rundfahrt (Zeulenroda > Zeulenroda)
6ª tappa Holland Tour (Bunde > Berg en Terblijt)
- 2015 (Hitec Products, una vittoria)

1ª tappa Tour of Zhoushan Island (Shanghai > Shanghai)
- 2017 (Lensworld - Kuota, una vittoria)

Giro dell'Emilia

#### Altri successi
- 2006 (Top Girls Fassa Bortolo Raxy Line)

Classifica giovani Giro di San Marino
- 2007 (AA Drink Cycling Team)

Criterium di Westkerke
Classifica giovani Giro d'Italia
- 2008 (Gauss RDZ Ormu)

Classifica scalatrici Emakumeen Bira
- 2010 (Team Valdarno Umbria)

Classifica italiane Giro d'Italia
- 2013 (MCipollini-Giordana)

Classifica italiane Giro d'Italia
- 2016 (Hitec Products)

Classifica italiane Giro d'Italia

### Pista
- 2007

Campionati italiani, Inseguimento individuale
- 2009

Campionati italiani, Inseguimento individuale
Campionati italiani, Inseguimento a squadre (con Monia Baccaille e Marta Tagliaferro)
- 2010

Campionati italiani, Inseguimento individuale
Campionati italiani, Inseguimento a squadre (con Monia Baccaille e Marta Bastianelli)
- 2011

Campionati italiani, Scratch
- 2013

Campionati italiani, Inseguimento individuale
Campionati italiani, Inseguimento a squadre (con Beatrice Bartelloni, Elena Cecchini e Marta Tagliaferro)
- 2014

Campionati italiani, Corsa a punti
Campionati italiani, Inseguimento a squadre (con Beatrice Bartelloni, Elena Cecchini e Marta Tagliaferro)
- 2015

Campionati italiani, Inseguimento a squadre (con Marta Bastianelli, Elena Cecchini, Simona Frapporti e Marta Tagliaferro)
- 2016

Campionati europei, Inseguimento a squadre (con Elisa Balsamo, Simona Frapporti e Silvia Valsecchi)
- 2017

Campionati europei, Inseguimento a squadre (con Elisa Balsamo, Letizia Paternoster e Silvia Valsecchi)
1ª prova Coppa del mondo 2017-2018, Inseguimento a squadre (Pruszków, con Elisa Balsamo, Francesca Pattaro e Silvia Valsecchi)

## Piazzamenti

### Grandi Giri
- Giro d'Italia

2006: 7ª
2007: 5ª
2008: 4ª
2009: 7ª
2010: 3ª
2011: 4ª
2012: 7ª
2013: 2ª
2014: 36ª
2016: 6ª
2017: 34ª
2018: 47ª
2019: 30ª
2020: 22ª
2021: 8ª

### Competizioni mondiali

#### Strada
- Campionati del mondo su strada

Zolder 2002 - Cronometro Juniores: 2ª
Zolder 2002 - In linea Juniores: 45ª
Hamilton 2003 - In linea Elite: 60ª
Verona 2004 - Cronometro Elite: 10ª
Verona 2004 - In linea Elite: 2ª
Madrid 2005 - Cronometro Elite: 16ª
Madrid 2005 - In linea Elite: 34ª
Salisburgo 2006 - Cronometro Elite: 22ª
Salisburgo 2006 - In linea Elite: 39ª
Stoccarda 2007 - In linea Elite: ritirata
Varese 2008 - In linea Elite: 29ª
Mendrisio 2009 - In linea Elite: vincitrice
Mendrisio 2009 - Cronometro Elite: 18ª
Melbourne 2010 - In linea Elite: 24ª
Melbourne 2010 - Cronometro Elite: 10ª
Copenaghen 2011 - In linea Elite: 108ª
Limburgo 2012 - In linea Elite: 79ª
Toscana 2013 - Cronosquadre: 5ª
Toscana 2013 - In linea Elite: 7ª
Ponferrada 2014 - In linea Elite: 37ª
Richmond 2015 - Cronosquadre: 10ª
Richmond 2015 - In linea Elite: 62ª
Doha 2016 - In linea Elite: 74ª
Bergen 2017 - In linea Elite: 39ª
Innsbruck 2018 - Cronosquadre: 9ª
Innsbruck 2018 - In linea Elite: 3ª
Yorkshire 2019 - Staffetta mista: 4ª
Yorkshire 2019 - In linea Elite: 32ª
Imola 2020 - In linea Elite: 45ª
- Coppa del mondo/World Tour

CdM 2010: 26ª
CdM 2011: 36ª
CdM 2012: 19ª
CdM 2014: 100ª
CdM 2015: 84ª
WWT 2016: 42ª
WWT 2017: 68ª
WWT 2018: 103ª
WWT 2019: 92ª
WWT 2020: 86ª
WWT 2021: 37ª
WWT 2022: non classificata
- Giochi olimpici

Atene 2004 - In linea: 26ª
Atene 2004 - Cronometro: 21ª
Pechino 2008 - In linea: 3ª
Pechino 2008 - Cronometro: 12ª
Londra 2012 - In linea: 30ª
Londra 2012 - Cronometro: 21ª
Rio de Janeiro 2016 - In linea: 14ª

#### Pista
- Campionati del mondo su pista

Manchester 2008 - Inseguimento individuale: 17ª
Pruszków 2009 - Inseguimento a squadre: 12ª
Ballerup 2010 - Inseguimento a squadre: 14ª
Apeldoorn 2011 - Inseguimento a squadre: 15ª
St. Quentin-en-Yv. 2015 - Inseg. a squadre: 8ª
Londra 2016 - Inseguimento a squadre: 6ª
Hong Kong 2017 - Inseguimento a squadre: 4ª
Apeldoorn 2018 - Inseguimento a squadre: 3ª
- Giochi olimpici

Rio de Janeiro 2016 - Inseg. a squadre: 6ª

### Competizioni europee
- Campionati europei su strada

Otepää 2004 - Cronometro Under-23: vincitrice
Mosca 2005 - Cronometro Under-23: 2ª
Valkenburg 2006 - Cronometro Under-23: 2ª
Valkenburg 2006 - In linea Under-23: 2ª
Alkmaar 2019 - In linea Elite: 21ª
Plouay 2020 - In linea Elite: 50ª
Trento 2021 - In linea Elite: ritirata
- Campionati europei su pista

Atene 2006 - Inseguimento individuale Under-23: 3ª
Baie-Mahault 2014 - Inseguimento a squadre: 3ª
Saint-Quentin-en-Yvelines 2016 - Inseguimento a squadre: vincitrice
Berlino 2017 - Inseguimento a squadre: vincitrice
- Giochi europei

Baku 2015 - Cronometro: 23ª
Baku 2015 - In linea: 27ª

## Riconoscimenti
- Oscar TuttoBici nel 2004
- Atena d'Argento nel 2009
- Premio Italia Donne nel 2012